# Cross & Ellis

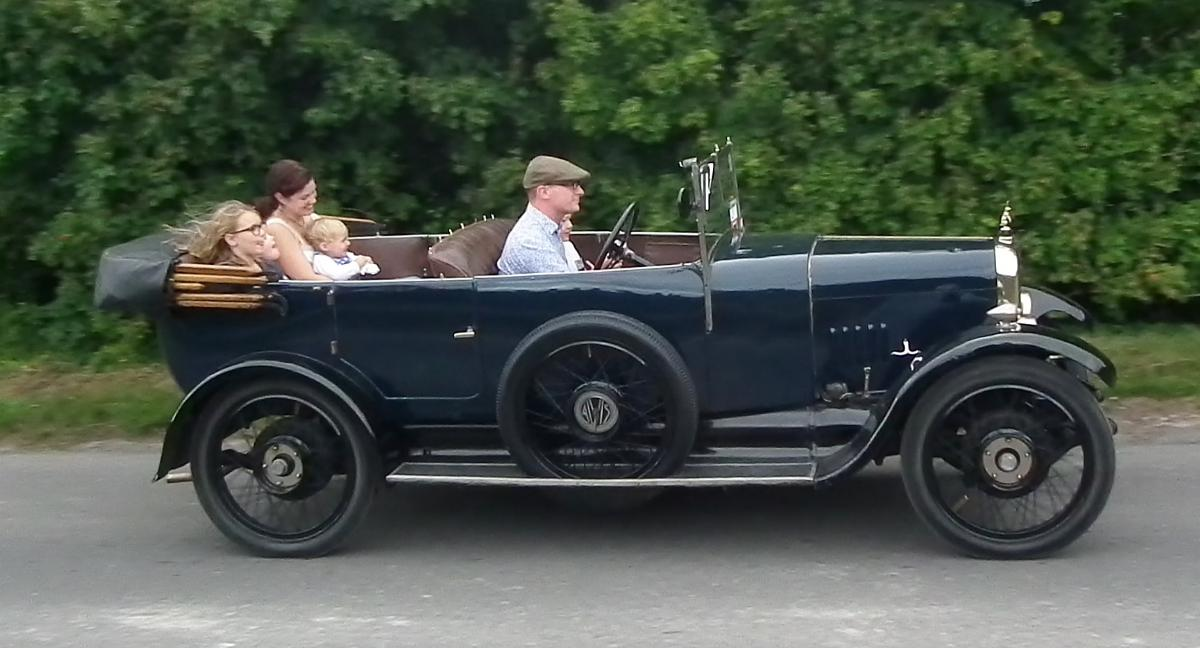
Carrosserie Cross & Ellis sur une Alvis 12/50

Cross & Ellis est un ancien carrossier britannique. Fondée dans la ville de Coventry en 1919, l'entreprise continua jusqu'en 1938.
Harry Cross et Alf Ellis travaillaient ensemble à la carrosserie de l'usine de la Société Daimler de Coventry au cours de la première Guerre Mondiale. En 1919, ils créèrent ensemble un atelier à Stoke Row, Coventry, pour produire des side-cars, avant de faire des carrosseries de véhicules commerciaux et des carrosseries de voitures.
Ils ont été les principaux fournisseurs de l'entreprise Alvis de Coventry, réalisant leur première carrosserie de voiture pour la 10/30 en 1921, ainsi que pour Lea-Francis.
En 1934, ils ont essayé d'élargir leur base de clientèle et ont pris leur propre stand au salon de Londres et présentèrent un coupé construit sur un châssis de Triumph Gloria. Elle a été suivie par des carrosseries de berlines sur des châssis Hillman, Humber et Wolseley.
Au milieu des années 1930, la baisse des ventes et une pression sur les prix conduit Cross et Ellis à des pertes et en la société est liquidée en 1938.